# Viriá
Viriá es una palabra sánscrita que puede traducirse al español como:
- vitalidad, valor, fuerza, potencia, energía.[1]
- heroísmo, acto heroico.[1]
- eficacia (de una medicina).[2]
- veneno.[3]
- esplendor, lustre, dignidad.[4]
- vīryá-kāma, que desea principalmente vigor.[5]

## En otros idiomas
- वीर्य, en letra devánagari. 
  - Se pronuncia viriá.[6]
- Vīrya, según el sistema de transliteración IAST.
- Viriya en idioma pāli
- Brtson ’grus en idioma tibetano

## En el budismo
En el marco del budismo, vīrya es fuerza espiritual, además de:
- una de las cinco facultades controladoras (indriya)
- uno de los Cinco Poderes (bala)
- uno de los seis o diez paramitas,
- una de las siete características que llevan al nirvana (bodhyaṅga)
- el esfuerzo correcto del noble óctuple sendero.
- el esfuerzo para alejarse de akusala dhamma (deber incorrecto, tal como abusar de la sensualidad (lujuria, gula, codicia) y tener malas intenciones (ver nekkhamma).
- esfuerzo para alcanzar dhyāna (meditación).

El vīryabala (‘viril-fuerza’) es el recto esfuerzo necesario para alejarse de los factores mentales incorrectos que no llevan al dhyāna.
En la ausencia de estos esfuerzos sostenidos al practicar la meditación, las ansias influyen negativamente en el meditador.